# Mont-romies
La Mont-romies és una serra situada al municipi de Naut Aran a la comarca de la Vall d'Aran, amb una elevació màxima de 2.112 metres. És la divisòria entre Valarties i la vall d''Aiguamòg.
Pel vessant oest i a una altitud de 1.975 metres hi transcorre la canalització soterrada que du aigua des de l'estanh de Montcasau fins a la cambra d'aigües del Salt d'Arties de la Central d'Arties. Sobre la canalització hi ha una camí practicable anomenat Eth Canau.